# 卡洛斯·卢卡斯
卡洛斯·卢卡斯（西班牙語：Carlos Lucas，1930年6月4日—2022年4月19日），智利男子拳击运动员。他曾代表智利参加1956年和1960年夏季奥林匹克运动会拳击比赛，其中1956年奥运会获得一枚铜牌。